# Club Baloncesto Málaga 2017-2018
Questa voce raccoglie le informazioni riguardanti il Club Baloncesto Málaga nelle competizioni ufficiali della stagione 2017-2018.

## Stagione
La stagione 2017-2018 del Club Baloncesto Málaga è la 26ª nel massimo campionato spagnolo di pallacanestro, la Liga ACB.

## Roster
Aggiornato al 11 settembre 2021.
| Unicaja Málaga 2017-18 | Unicaja Málaga 2017-18 |
| Giocatori              | Staff tecnico          |
| ---------------------- | ---------------------- |

| N. | Naz.                                          | Ruolo | Nome                 | Anno | Alt.   | Peso   |  |
| -- | --------------------------------------------- | ----- | -------------------- | ---- | ------ | ------ |  |
| 2  | Rep. del Congo (bandiera) · Spagna (bandiera) | C     | Viny Okouo           | 1997 | 214 cm | 100 kg |  |
| 3  | Stati Uniti (bandiera)                        | P     | Ray McCallum         | 1991 | 191 cm | 86 kg  |  |
| 6  | Regno Unito (bandiera) · Spagna (bandiera)    | G     | Morayo Soluade       | 1995 | 196 cm | 89 kg  |  |
| 8  | Spagna (bandiera)                             | AP    | Ignacio Rosa         | 1999 | 201 cm | 86 kg  |  |
| 9  | Spagna (bandiera)                             | P     | Alberto Díaz         | 1994 | 188 cm | 81 kg  |  |
| 10 | Finlandia (bandiera)                          | G     | Sasu Salin           | 1991 | 191 cm | 86 kg  |  |
| 11 | Spagna (bandiera)                             | AP    | Dani Díez            | 1993 | 201 cm | 100 kg |  |
| 12 | Serbia (bandiera)                             | G     | Dragan Milosavljević | 1989 | 198 cm | 91 kg  |  |
| 16 | Serbia (bandiera)                             | PG    | Nemanja Nedović      | 1991 | 192 cm | 87 kg  |  |
| 17 | Georgia (bandiera)                            | C     | Giorgi Shermadini    | 1989 | 217 cm | 120 kg |  |
| 21 | Polonia (bandiera)                            | GA    | Adam Waczyński       | 1989 | 199 cm | 96 kg  |  |
| 23 | Stati Uniti (bandiera) · Italia (bandiera)    | A     | Jeff Brooks          | 1989 | 203 cm | 98 kg  |  |
| 40 | Stati Uniti (bandiera)                        | AC    | James Augustine      | 1984 | 208 cm | 107 kg |  |
| 43 | Spagna (bandiera)                             | A     | Carlos Suárez (C)    | 1986 | 203 cm | 106 kg |  |
| 44 | Serbia (bandiera)                             | C     | Dejan Musli          | 1991 | 213 cm | 119 kg |  |

| Allenatore |
| - Joan Plaza |
| Assistente/i |
| - Antonio Herrera - / Boniface Ndong - Ángel Sánchez-Cañete Legenda - (C) Capitano - (IN) Inattivo - Infortunato |

## Mercato

### Sessione estiva
| Acquisti | Acquisti             | Acquisti        | Acquisti      | Acquisti |
| R.a      | Nome                 | da              | Modalità      |          |
| -------- | -------------------- | --------------- | ------------- | -------- |
| P        | Ray McCallum         | G. Rapids Drive | definitivo    |          |
| C        | Giorgi Shermadini    | Andorra         | definitivo    |          |
| G        | Morayo Soluade       | San Sebastián   | definitivo    |          |
| AG       | James Augustine      | CSKA Mosca      | definitivo    |          |
| G        | Sasu Salin           | Gran Canaria    | definitivo    |          |
| G        | Dragan Milosavljević | Alba Berlino    | definitivo    |          |
| AG       | Kenan Karahodžić     | Partizan        | fine prestito |          |
| C        | Romaric Belemene     | Manresa         | fine prestito |          |

| Cessioni | Cessioni         | Cessioni           | Cessioni       | Cessioni |
| R.       | Nome             | a                  | Modalità       |          |
| -------- | ---------------- | ------------------ | -------------- | -------- |
| P        | Kyle Fogg        | Guangzhou L. Lions | fine contratto |          |
| AP       | Christian Eyenga | Fuenlabrada        | fine contratto |          |
| C        | Alen Omić        | H. Gerusalemme     | fine contratto |          |
| P        | Oliver Lafayette | Virtus Bologna     | fine contratto |          |
| G        | Jamar Smith      | UNICS Kazan'       | fine contratto |          |
| AG       | Kenan Karahodžić | Oviedo             | prestito       |          |
| C        | Romaric Belemene | Oviedo             | prestito       |          |

### Dopo l'inizio della stagione
| Acquisti | Acquisti | Acquisti | Acquisti | Acquisti |
| R.       | Nome     | da       | Data     | Modalità |
| -------- | -------- | -------- | -------- | -------- |

| Cessioni | Cessioni    | Cessioni  | Cessioni        | Cessioni    |
| R.       | Nome        | a         | Data            | Modalità    |
| -------- | ----------- | --------- | --------------- | ----------- |
| C        | Dejan Musli | Bamberger | 7 dicembre 2017 | rescissione |